# Searching for Jerry Garcia
Searching for Jerry Garcia (em português:  Procurando por Jerry Garcia) é o segundo e último álbum de estúdio do rapper de Detroit, Proof, membro da banda D12, lançado em 9 de agosto de 2005. Esse foi o único álbum solo de Proof lançado em uma gravadora renomada antes de sua morte.
Foi ranqueado em 65º no Billboard 200 em sua primeira semana de lançamento. O álbum é assim chamado homengeando ao cantor Jerry Garcia, da banda Grateful Dead. A data de lançamento do álbum, 9 de agosto de 2005, foi intencionalmente escolhida para coincidir com o aniversário de 10 anos da morte de Garcia.
| Críticas profissionais                                                      | Críticas profissionais |
| Avaliações da crítica                                                       | Avaliações da crítica  |
| Fonte                                                                       | Avaliação              |
| --------------------------------------------------------------------------- | ---------------------- |
| Allmusic                                                                    | [ 1 ]                  |
| Esta tabela precisa de ser acompanhada por texto em prosa. Consulte o guia. |                        |

## Lista de músicas
| #  | Música               | Produtor(es) | Participação especial(is) | Tempo |
| -- | -------------------- | ------------ | ------------------------- | ----- |
| 1  | "Knice"              |              |                           | 1:22  |
| 2  | "Clap Wit Me"        | Emile        |                           | 2:41  |
| 3  | "Biboa's Theme"      | Nick Speed   |                           | 3:11  |
| 4  | "When God Calls..."  | Berzerk      |                           | 0:29  |
| 5  | "Forgive Me"         | Sick Notes   | 50 Cent                   | 4:12  |
| 6  | "Purple Gang"        | B.R. Gunna   |                           | 3:36  |
| 7  | "Nat Morris"         | Berzerk      |                           | 0:34  |
| 8  | "Gurls wit' da Boom" | B.R. Gunna   |                           | 4:01  |
| 9  | "High Rollers"       | B-Real       | B-Real & Method Man       | 3:40  |
| 10 | "Rondell Beene"      | Berzerk      |                           | 1:20  |
| 11 | "Pimplikeness"       | Fredwreck    | D12                       | 5:10  |
| 12 | "Ali"                | Essman       | MC Breed                  | 3:38  |
| 13 | "No. T Lose"         | Jewels       | King Gordy                | 3:30  |
| 14 | "Jump Biatch"        | Ski          |                           | 3:34  |
| 15 | "M.A.D."             | Salam Wreck  | Rude Jude                 | 3:26  |
| 16 | "72nd & Central"     | The Geek     | Obie Trice & J-Hill       | 4:53  |
| 17 | "Sammy Da Bull"      | Dirty Bird   | Nate Dogg & Swifty McVay  | 4:48  |
| 18 | "Black Wrist Bro's"  | Jewels       | 1st Born                  | 3:22  |
| 19 | "Slum Elementz"      | Mr. Porter   | T3 & Mudd                 | 3:57  |
| 20 | "Kurt Kobain"        | Emile        |                           | 4:50  |

## Desempenho nas paradas
| Paradas (2005)                                | Melhor posição |
| --------------------------------------------- | -------------- |
| Estados Unidos (Billboard 200)                | 65             |
| Estados Unidos (Billboard Independent Albums) | 8              |
| Estados Unidos (Top R&B/Hip Hop Albums)       | 33             |
| Estados Unidos (Top Rap Albums)               | 16             |